# Pycreus melanacme
Pycreus melanacme är en halvgräsart som beskrevs av Ernest Nelmes. Pycreus melanacme ingår i släktet Pycreus och familjen halvgräs. Inga underarter finns listade i Catalogue of Life.